# Dsel
Dsel(1996년 5월 3일 ~)은 대한민국의 가수다. 2016년《Ready to 20 Blossom》으로 데뷔했다.

## 방송
- 쇼미더머니 9 (2020) - Top16

## 음반
- 00 (2017)
- 문제 (Problems) (2020)
- 쇼미더머니 9 Episode 1 (2020)
- 쇼미더머니 9 Final (2020)
- Coaster (Feat. Khakii, 먼치맨, Chillin Homie) (2020)
- 쇼미더머니 9 Instrumental (2020)

### dsel X KHUNDI PANDA
- 농 (2018)

### 서리 (30)
- THE FROST ON YOUR HEAD (2019)
- THE FROST ON YOUR KIDS (2021)